# Geoffroy Ier de Penthièvre
Geoffroy Ier de Penthièvre (mort en 1093 à Dol-de-Bretagne), appelé également Geoffroy Boterel Ier, fils aîné d'Éon Ier de Penthièvre, régent de Bretagne, et d'Agnès de Cornouaille, fille du comte de Cornouaille Alain Canhiart, fut comte de Penthièvre de 1079 à 1093. 

## Biographie
Comme son père Éon Ier de Penthièvre († 1079), pour le compte duquel il combat avant de lui succéder, Geoffroy Ier Boterel est en conflit permanent avec Hoël II de Bretagne devenu duc de Bretagne en 1066 et son fils Alain Fergent qui annexe le comté de Rennes en 1084. 
Geoffroy Ier Boterel, comte de Penthièvre, a l'ambition d'étendre ses domaines au-delà de la Rance et de prendre le contrôle du nord-est de la Bretagne, c'est-à-dire de la région de Dinan et Dol-de-Bretagne détenue par deux lignées cadettes issues des vicomtes d'Aleth : les seigneurs de Dinan et les seigneurs de Combourg. Dans les années 1080, avec la complicité de son allié le vicomte Hamon III d'Aleth, dont les domaines s'étendent sur la rive gauche du fleuve, il réussit à s'emparer de la cité archiépiscopale de Dol-de-Bretagne. Après la disparition d'Hamon III († vers 1084) il doit se retirer. 
En 1086, le mariage entre le duc Alain IV de Bretagne et Constance de Normandie, la fille de Guillaume le Conquérant, lui fait perdre, au début 1087, son dernier allié dans la lutte contre ses rivaux, les ducs de Bretagne. Il cherche encore à occuper Dol-de-Bretagne entre le 14 juillet et le 8 décembre 1086 mais doit de nouveau se retirer. 
C'est à ce moment, en 1087, que Jean Ier de Dol, l'ancien seigneur de Combourg qui, veuf, s'était fait moine entre 1079 et 1083, est élu à la dignité archiépiscopale. Afin d'obtenir sa consécration comme évêque il décide d'entreprendre un voyage à Rome où il meurt le 10 octobre 1092. Geoffroy Ier Boterel tente un ultime effort pour réoccuper la région de Dol mais il est tué lors d'un combat le 24 août 1093. Étienne Ier de Penthièvre son frère lui succède.

## Postérité
Il laisse a priori un fils unique :
- Conan de Penthièvre, qui participe à la première Croisade et meurt à Antioche le 9 février 1098[5].

## Source
- Stéphane Morin, Trégor, Goëlo, Penthièvre. Le pouvoir des Comtes de Bretagne du XIe au XIIIe siècle, Rennes, Presses universitaires de Rennes & Société d'émulation des Côtes-d'Armor, 2010, 406 p. (ISBN 9782753510128).